# Morilci stare gospe (film, 2004)
Morilci stare gospe je črna komedija iz leta 2004 in predelava istoimenskega filma iz leta 1955. V glavnih vlogah v filmu nastopajo Tom Hanks, J. K. Simmons, Marlon Wayans, Tzi Ma, Ryan Hurst in Irma P. Hall. Film sta ustvarila brata Coen, ki sta prevzela producentske naloge, napisala scenarij in film zrežirala.
Gre za prvi film, v katerih sta oba - tako Ethan kot Joel Coen - navedena kot režiserja, scenarista in producenta. Predhodno je namreč veljal dogovor, da se Ethana navede kot producenta in Joela kot režiserja. Prvotni načrt je bil, da bi film režiral bivši kinematograf bratov Coen Barry Sonnenfeld in da bi brata Coen zgolj prispevala scenarij. Ko se je Sonnenfeld umaknil iz projekta, so naposled Coena najeli za režijo, Sonnenfeld pa je obdržal del producentskih zaslug.

## Vsebina
Dogajanje je postavljeno v Saucier, Mississippi. Tam prebiva starejša gospa Munson, ki stanuje blizu plavajočega kazinoja. Film so dejansko snemali v Natchezu, ker se Saucier nahaja v okrožju Harrison County in ne meji na reko Misisipi. Na vrata gospe Munson nekega dne potrka očarljivi profesor Goldthwaite Higginson Dorr, ki želi pri njej najeti sobo. Gospe Munson razloži še, da je renesančni glasbenik in da išče kraj, kjer bi njegov ansambel lahko vadil. Ona mu ponudi klet in on se naredi navdušenega, rekoč da zaradi čudovite akustike.
Profesor Dorr v resnici namerava izvesti rop bližnjega kazinoja in mu zato klet gospe Munson služi točno za ta namen - želi namreč skopati rov do trezorja. Preko časopisnega oglasa zbere svojo tolpo, v kateri so še 4 bolj kot ne nesposobni pomagači:
- Lump, izredno zabit igralec ameriškega nogometa
- General, tih in trdoživ kuhar v prodajalni krofov. General je kitajskega rodu in je zaprisežen kadilec, kar gospo Munson hudo jezi.
- Garth Pancake, brkati živalski trener za televizijske oglase, ki se spozna na eksplozive
- Gawain, notranji človek, mladi hišnik v kazinoju

Celotna tolpa se tako zbere v kleti gospe Munson in začne kopati svojo podzemno pot do denarja, pri čemer odpadno zemljo odnašajo stran s pomočjo vrečk za smeti. Da jih gospa Munson ne bi opazila, imajo med kopanjem tunela prižgan radio, ki vrti renesančno glasbo. Sprva tolpi profesorja Dorra kaže zelo slabo, saj Gawaina odpustijo iz službe zavoljo spogledovanja s strankami, Garth pa pri preizkušanju eksploziva zbudi celo sosesko in pri tem tudi izgubi svoj prst. Prst ironično pograbi maček gospe Munson, Pickles, in s prstom med zobmi odkrevsa stran.
Kljub vsem težavam jim naposled le uspe skopati rov in vlomiti v trezor, načrt pa je še lažji, ker v času ropa v kazinoju dela Gawain. Slednji se namreč s pomagači sreča v trezorju in po konca ropa tudi zazida steno nazaj. Med samim ropom sicer pride do manjšega zapleta, ker Gartha zagrabi potreba in mora sredi kazinoja uporabiti stranišče. Izve se, da boleha za sindromom debelega črevesja (IBS). Na veliko nelagodje Garth le uporabi stranišče sredi kazinoja in kot zadnji mož v trezorju nastavi eksploziv, ki bi pokopal celoten rov. Tako roparska tolpa za sabo ne bi pustila niti enega dokaza.
Načrt se sfiži, ker se eksploziv sproži premočno in prepozno in tako ves nagrabljen denar požene v zrak, da v kleti poleti na vse strani. Medtem se od nedeljske maše domov vrne tudi gospa Munson, ki je pripravila čajanko za svoje prijateljice. Ko gospa Munson odpre vrata kleti in vidi ves denar, spozna celotno situacijo. Vseeno profesorja Dorra povabi na čajanko in on njenim prijateljica recitira nekaj pesmi Edgarja Allana Poeja. Ko vse prijateljice gospe Munson odidejo, napoči čas za pogovor med profesorjem in gospo Munson. Gospa profesorju naloži dve možnosti: ali bo denar obdržal in ga bo ona prijavila policiji ali pa bo denar vrnil in naslednjo nedeljo šel k maši.
Profesor seveda ni navdušen nad nobeno od idej, zato v tolpi sklenejo, da bodo gospo umorili. Odločijo se vleči slamice in najkrajšo potegne Gawain. Ko se sprehodi proti gospe Munson s pištolo in blazino (kot dušilcem) v rokah, se ustavi in zagleda prizor iz otroštva. V tem prizoru ga mama okrega, ker je prinesel psa domov. Gawain se nenadoma preplaši in ugotovi, da dobre starke ni zmožen ubiti. Ko se vrne nazaj v klet, se med Garthom in Gawainom vname prepir in začneta se prerivati. Ko padeta na tla, se pištola izstreli in ubije Gawaina. Tolpi tako ne preostane nič drugega, kot da z vlečenjem slamic najde novega morilca in se še prej znebi Gawainovega trupla.
Lump in General prevzameta nalogo znebiti se trupla in v tem času Garth pograbi ves naropani denar in začne z denarjem teči proti kombiju, kjer ga čaka žena Planinka. Profesor Dorr v zadnjem hipu spozna Garthovo spletko in začne se lov na Gartha. Slednji je hiter in denar že spravi v kombi, a ga ujame General in ga z žico zadavi. Preostala trojica denar odnese v klet in se znebi Garthovega trupla. Naslednji nesojeni morilec z najkrajšo slamico postane General. Ko se z žico priplazi do speče gospe Munson, ga preseneti ura s kukavico in v šoku ponesreči pogoltne svojo cigareto. Da se ne bi zadušil, pograbi kozarec vode gospe Munson in šele prepozno spozna, da je v njej tudi njena proteza. V gnusu izgubi ravnotežje in se začne valiti iz sobe. Naposled se spotakne ob predpražnik in pade po stopnicah ter z glavo smrtno trešči v steno. 
Od tolpe ostaneta tako le še profesor Dorr in Lump, ki Generalovo truplo odneseta na most, da bi ga vrgla navzdol na smetiščno ladjo (kot poprej tudi Gawaina in Gartha). Lump na mostu profesorju namigne, da bi mogoče morali denar vrniti kazinoju, a profesor predlogu nasprotuje. Lumpu v roke preda pištolo in mu naloži nalogo umoriti gospo Munson. Lump se nalogi upre in pištolo nameri v profesorja. Ob strelu se nekaj v pištoli zatakne in ko Lump preverja pištolo in njeno cev, se krogla končno izstreli - naravnost Lumpu v glavo. Lump se tako mrtev prevali čez most in pade navzdol na ladjo. Ostane tako le še Dorr, ki na mostu opazi krokarja oziroma poosebitev smrti. Ob spominu na Poejevo pesem Krokar si vzame sekundo za razmislek, nakar se kip na mostu odlomi in pade naravnost nanj. Dorr tako pade z mostu, njegova obleka pa se zatakne za ograjo, tako da se dejansko obesi z lastno obleko. Čez nekaj časa tudi on mrtev pade na smetiščno ladjo.
Gospa Munson se zjutraj zbudi in v kleti najde zapuščeno vrečo denarja. Presenečena odide na policijo in pove, da je našla denar roparjev kazinoja. Šerif je kot vedno dotlej ne jemlje resno in jo zato prijazno odslovi. Gospa Munson se v sili razmer odloči denar podariti katoliški Univerzi Boba Jonesa iz Južne Karoline. Film se zaključi z mačkom Picklesom, ki Garthov prst prinese na most in ga spusti na smetiščno ladjo.

## Liki
- G.H. Dorr, dr. z. (Tom Hanks) - veliki um za ropom kazinoja. Profesor Dorr je zgovoren južnjaški dandy, ki se kot najemnik vseli v stanovanje gospe Munson. V pogovorih z gospo Munson pove, da si je svoj doktorski naziv prislužil s poznavanjem mrtvih jezikov latinščine in grščine in da je diplomiral na pariški Sorboni. Izdaja se za profesorja renesančne glasbe na Univerzi v Misisipiju, ki se po njegovih besedah nahaja v Hattiesburgu. Zares se Univerza v Misisipiju nahaja v Oxfordu in na njej zares deluje glasbeni profesor po imenu George Dor. Univerza južnega Misisipija pa je tista, ki se res nahaja v Hattiesburgu. Profesor Dorr se pogosto navezuje na pesmi Edgarja Allana Poeja, ki jih dostikrat recitira. Na zunaj je zelo uglajen, takten, očarljiv in precej domišljav. Lik sam je prepoznavna parodija nekaterih likov literarnega opusa Williama Faulknerja, nekaj podobnosti ima tudi z Manlyjem Pointerjem iz dela Flanneryja O'Connorja Good Country People.

- Marva Munson (Irma P. Hall) - dobronamerna, bogaboječa in ovdovela upokojenka. Družbo ji dela maček Pickles. Obožuje gospel glasbo in vsako nedeljo obišče mašo v lokalni cerkvi. Od glasbe sovraži hip-hop, ker je v njem veliko kletvic in ker kvari mladino. Marva Munson je sicer ime lika iz predhodnega filma bratov Coen, Loči me in zapelji.

- »General« (Tzi Ma) - tihi lastnik mestne prodajalne krofov Hi-Ho Donut. Je zaprisežen kadilec (za kar ga gospa Munson večkrat ošteje) in izkušen kopač rovov. V filmu je prisoten močan namig, da si je svoj ugled in znanje kopanja rovov nabral pri Vietkongovcih med vietnamsko vojno.

- Garth Pancake (J. K. Simmons) - blebetav strokovnjak za eksplozive, ki trpi za sindromom debelega črevesja (IBS). Njegova bolezen služi za komični vložek, ko ga zagrabi potreba prav med ropom blagajne v kazinoju. Njegova partnerka je Planinka, ki jo je spoznal na srečanju bolnikov s sindromom IBS. V filmu se pogosto prereka z Gawainom.

- Gawain MacSam (Marlon Wayans) - prostaški in vročekrven hišnik v kazinoju Banditska kraljica. V skupini roparjev je nekakšen »notranji človek.« V filmu se večkrat sporeče z Garthom. Pri desetih letih ga je mati večkrat oklofutala, ker je v hišo prinesel psa.

- Lump Hudson (Ryan Hurst) - »ne zelo inteligenten« igralec nogometa, ki ima v skupini roparjev vlogo mišičnjaka, ki koplje rov. Le poredko spregovori kakšno besedo in Dorra nagovarja s »Trener.« Čeprav je prikazan kot neverjetno neumen lik, se v skupini zdi edini s kolikor toliko razuma. Dokaz za to je prizor na koncu filma, ko se upre Dorru, da ne bo šel ubit stare gospe. V uporu pištolo nameri v Dorrovo glavo, a se ob pritisku na sprožilec zatakne. Ko preveri cev in pištolo, se mu krogla izstreli naravnost v glavo.

- Planinka (Diane Delano) - življenjska sopotnica Gartha Pancaka in njegova desna roka. Na glavi nosi kitke in se oblači kot planinka. Tako kot Garth tudi ona trpi za sindromom IBS.

- Šerif Wyner (George Wallace) - leni šerif mesta Saucier. Gospa Munson ga pogosto pokliče, da ji spleza na drevo in reši mačka Picklesa.

- Gospod Gudge (Stephen Root) - nestrpen, a šibak direktor kazinoja Banditska kraljica.

## Sprejem
Film je na spletni strani Metacritic dosegel oceno 56 (na lestvici od 1 do 100).  Na spletni strani Rotten Tomatoes so ga ocenili s 55 (od 100). 

## Filmska glasba
Glasbo v filmu je ustvaril Carter Burwell, ki je s tem nadaljeval dolgo tradicijo sodelovanja z bratoma Coen. Vrhunec albuma je posvečena afroameriški gospel glasbi, pod katero se je podpisal producent T Bone Burnett. Slednji je s Coenoma dotlej že sodeloval pri projektih Veliki Lebowski in Kdo je tu nor?.
Na albumu dejansko ni nobene renesančne skladbe. Burnett se je podobno kot pri filmu Kdo je tu nor? odločil za mešanico zimzelenih skladb v izvedbi Blind Willieja Johnsona, The Soul Stirrersov, Swan Silverstonesov in skupine Bill Landford & The Landfordaires (zadnjo glasbeno skupino je v 50. letih skupaj zbral Moby za God's Gonna Cut You Down). Pri albumu so sodelovali tudi nekateri aktivni ustvarjalci črnskega gospela, med drugim Donnie McClurkin, Rose Stone, Bill Maxwell in cerkveni zbori, ustanovljeni posebej za to priložnost. Hip hop skladbe so prispevali Nappy Roots in Little Brother. 
Album je prejel veliko pohval, ker je pripomogel k pravem tonu filma (tragikomičnem tonu) in ker je filmsko priredbo oddaljil od originala iz leta 1955. Pozitivne ocene so padale tudi na račun kombiniranja sodobne pokrajine z juga ZDA in gospel atmosfere. 
Seznam skladb
1. "Come, Let Us Go Back to God" (The Soul Stirrers) – 2:50
2. "Trouble of This World (Coming Home)" (Nappy Roots) – 3:48
  - sodeloval tudi zbor: Rose Stone, Freddie Stone in Lisa Stone
3. "Let Your Light Shine on Me" (The Venice Four z Rose Stone in zborom Opata Kinneyja Lighthousa) – 6:43
4. "Another Day, Another Dollar" (Nappy Roots) – 3:48
5. "Jesus I'll Never Forget" (The Soul Stirrers) – 2:36
6. "Trouble in, Trouble Out" (Nappy Roots) – 4:04
7. "Trouble of This World" (Bill Landford & The Landfordaires) – 2:45
  - naposled skladbe niso vključili v film
8. "Come, Let Us Go Back to God" (Donnie McClurkin) – 4:33
9. "Weeping Mary" (Rosewell Sacred Harp Quartet) – 2:41
10. "Sinners" (Little Brother) – 4:25
11. "Troubled, Lord I'm Troubled" (Bill Landford & The Landfordaires) – 2:58
12. "You Can't Hurry God" (Donnie McClurkin) – 2:26
13. "Any Day Now" (The Soul Stirrers) – 2:28
14. "Trouble of This World" (Rose Stone in Venice Four, ter zbor Opata Kinneyja Lighthousa) – 2:55
15. "A Christian's Plea" (Swan Silvertones) – 2:23
16. "Let Your Light Shine on Me" (Blind Willie Johnson) – 3:07
17. "Let the Light from the Lighthouse Shine on Me" (Rose Stone in Venice Four, ter zbor Opata Kinneyja Lighthousa) – 1:42
18. "Yes" (zborom Opata Kinneyja Lighthousa in Kristle Murden) – 5:29

Ostala glasba v filmu
1. "Minuet" (4rd movement) iz sklopa "String Quintet in E, Op. 13 No. 5" (Luigi Boccherini) - to skladbo so ustvarjalci vključili že v film iz leta 1955

### Glasbeni ustvarjalci
- Producent: T Bone Burnett
- Izvršna producenta: Joel in Ethan Coen
- Producent gospel glasbe: Bill Maxwell
- Producent hip hop glasbe: Keefus Ciancia[5]

## Produkcijske opombe
Vselej ko se mora tolpa znebiti kakega trupla, ga v vreči prinesejo na most in spustijo. Vselej mimo priročno pripluje smetiščna ladja. V izvirniku iz leta 1955 so namesto ladje uporabili vlak.
Šala na račun spreminjanja izrazov na obrazu portreta, obešenega na steni, je vzeta iz filma Prestona Sturgesa Sullivan's Travels. V zgodnji prigodi Sullivan (Joel McCrea) pobegne spolno nasilni vdovi (Almira Sessions), tako da iz posteljne rjuhe napravi vrv. Portret njenega pokojnega moža je spričo tega šokiran. Brata Coen sta se po Prestonu Sturgesu zgledovala že pri dveh drugih filmih, Loči me in zapelji in Kdo je tu nor?.
V filmu se podobno kot v mnogih filmih bratov Coen pojavi tudi Bruce Campbell. Tudi tokrat se ne pojavi zares, ampak prispeva zgolj svoj glas.

## Nagrade
Film je osvojil nagrado žirije na Filmskem festivalu v Cannesu 2004. 